# Geelgevlekt dwerghert
Het geelgevlekt dwerghert (Moschiola kathygre) is een dwerghert uit de Natte Zone van Sri Lanka, waar hij voorkomt van het Simbaraja-bos tot Katagumawa en het district Kandy van de Centrale Provincie. De typelocatie is Kumbalgamuwa (7°06'N, 82°25'O, 747 m) in het district Kandy. De naam is afgeleid van de Griekse woorden κατα (naar beneden) en ὑγρος (natheid), dus "groeiend in natte plaatsen", wat verwijst naar zijn habitat in de Natte Zone.
De kleur van deze soort is okerachtiger dan die van de andere soorten. De vlekken en strepen zijn geelachtig, niet wit zoals bij de andere soorten. Ze hebben twee evenwijdige strepen langs elke flank. De kop is minder donker dan bij de andere soorten. De onderste helften van de achterpoten zijn donkerder. Het geelgevlekt dwerghert is kleiner dan het Indiase gevlekte dwerghert (M. indica) maar groter dan het kleine gevlekte dwerghert (M. meminna), hoewel die weer een grotere schedel heeft.